# Monistrol de Calders
Monistrol de Calders település Spanyolországban, Barcelona tartományban. Lakosainak száma 761 fő (2024).

## Földrajza
Monistrol de Calders Calders, Moià, Castellcir, Castellterçol, Granera, Mura és Talamanca községekkel határos.

## Népesség
A település lakosságának változását az alábbi diagram mutatja:
| Lakosok száma | 279  | 599  | 655  | 615  | 623  | 701  | 700  | 699  | 702  | 761  |
|               | 1717 | 1945 | 1965 | 1986 | 2003 | 2008 | 2012 | 2016 | 2020 | 2024 |